# Chipiu rougegorge
Poospiza rubecula
Espèce
Statut de conservation UICN

 EN C2a(i) : En danger
Le Chipiu rougegorge (Poospiza rubecula) est une espèce de passereau appartenant à la famille des Thraupidae.

## Répartition et habitat
Il est endémique à l'ouest du Pérou. Il vit dans les buissons (particulièrement Eupatorium et Gynoxys) , les zones sèches boisées de Oreopanax, Myrcianthes et Escallonia.